# 伊利亚 (安省)
伊利亚（法語：Illiat，法語發音：[ilja]）是法国安省的一个市镇，位于该省西部，属于布雷斯地区布尔格区。

## 地理
伊利亚（46°11'25"N, 4°53'18"E）面积20.37 平方千米，位于法国奥弗涅-罗讷-阿尔卑斯大区安省，该省份为法国东部省份，北起汝拉省，西北接索恩-卢瓦尔省，西接罗讷省和里昂大都会，南至伊泽尔省，东与萨瓦省、上萨瓦省和瑞士接壤。
与伊利亚接壤的市镇（或旧市镇、城区）包括：拉贝热芒-克莱芒西亚、克吕济耶莱梅皮亚、加尔讷朗、圣安德烈迪里亚、沙拉罗讷河畔圣迪迪耶、沙拉罗讷河畔圣艾蒂安、韦勒河畔圣于连、叙利尼亚。

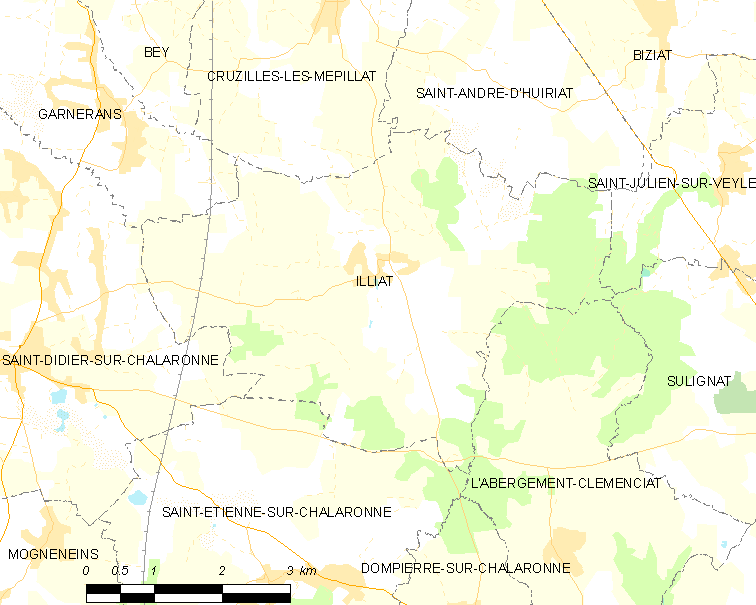
的OSM定位图

伊利亚的时区为UTC+01:00、UTC+02:00（夏令时）。

## 行政
伊利亚的邮政编码为01140，INSEE市镇编码为01188。

## 政治
伊利亚所属的省级选区为沙拉罗讷河畔沙蒂永县。

## 人口

1962-2008年间人口变化图示

伊利亚于2022年1月1日时的人口数量为696人。